# Пархимівська сільська рада
Пархи́мівська сільська́ ра́да — адміністративно-територіальна одиниця та орган місцевого самоврядування в Козелецькому районі Чернігівської області. Адміністративний центр — село Пархимів.

## Загальні відомості
- Населення ради: 747 осіб (станом на 2001 рік)

## Населені пункти
Сільській раді підпорядковані населені пункти:
- с. Пархимів
- с. Котів

## Склад ради
Рада складається з 14 депутатів та голови.
- Голова ради: Козей Сергій Миколайович
- Секретар ради: Сухоцька Марія Прокопівна

### Керівний склад попередніх скликань
| Прізвище, ім'я, по батькові | Основні відомості                                                         | Дата обрання | Дата звільнення |
| --------------------------- | ------------------------------------------------------------------------- | ------------ | --------------- |
| Козей Сергій Миколайович    | Сільський голова, 1967 року народження, освіта вища                       | 26.03.2006   | 31.10.2010      |
| Козей Сергій Миколайович    | Сільський голова, 1967 року народження, освіта вища, член Партії регіонів | 31.10.2010   |                 |

Примітка: таблиця складена за даними сайту Верховної Ради України

### Депутати
За результатами місцевих виборів 2010 року депутатами ради стали:

#### За суб'єктами висування
| Суб'єкт висування                                       | Кількість обраних депутатів | %    |
| ------------------------------------------------------- | --------------------------- | ---- |
| Партія регіонів                                         | 8                           | 57,1 |
| Політична партія Всеукраїнське об'єднання «Батьківщина» | 5                           | 35,7 |
| Комуністична партія України                             | 1                           | 7,1  |

#### За округами
| № округу                                                | Прізвище, ім'я, по батькові   | Дата визнання обраним | Освіта             | Партійна приналежність                        | Відомості про обраного депутата                      |
| ------------------------------------------------------- | ----------------------------- | --------------------- | ------------------ | --------------------------------------------- | ---------------------------------------------------- |
| Комуністична партія України                             |                               |                       |                    |                                               |                                                      |
| 11                                                      | Середа Любов Григорівна       | 01.11.2010            | середня            | позапартійна                                  | Сільський клуб с. Котів, завідувачка                 |
| Партія регіонів                                         |                               |                       |                    |                                               |                                                      |
| 1                                                       | Сухоцька Марія Прокопівна     | 01.11.2010            | середня спеціальна | член Партії регіонів                          | Пархимівська сільська рада, секретар                 |
| 2                                                       | Кодрик Олександр Анатолійович | 01.11.2010            | середня спеціальна | член Партії регіонів                          | Вет.дільниця, ветеринарний лікар                     |
| 6                                                       | Дуля Анатолій Миколайович     | 01.11.2010            | середня спеціальна | член Партії регіонів                          | Козелецький Цент Електро-Зв'язку № 18, електромонтер |
| 7                                                       | Рябець Любов Миколаївна       | 01.11.2010            | середня спеціальна | член Партії регіонів                          | Пархимівська сільська рада, бухгалтер                |
| 8                                                       | Пальчик Людмила Іванівна      | 01.11.2010            | середня спеціальна | член Партії регіонів                          | Фельшерсько-Акушерський Пункт, завідувачка           |
| 10                                                      | Бабко Леонід Якович           | 01.11.2010            | середня спеціальна | член Партії регіонів                          | Карпилівська відділення зв'язку, листоноша           |
| 13                                                      | Шарко Жанна Леонідівна        | 01.11.2010            | середня спеціальна | член Партії регіонів                          | Котівський Фельдшерський пункт, завідувачка          |
| 14                                                      | Прима Ганна Пилипівна         | 01.11.2010            | середня спеціальна | член Партії регіонів                          | ЗАТ «Лан», зав.ферми                                 |
| Політична партія Всеукраїнське об'єднання «Батьківщина» |                               |                       |                    |                                               |                                                      |
| 3                                                       | Лях Валентина Іванівна        | 01.11.2010            | середня спеціальна | член Всеукраїнського об'єднання «Батьківщина» | Карпилівська загальноосвітня школа, двірник          |
| 4                                                       | Отрошко Світлана Петрівна     | 01.11.2010            | середня спеціальна | член Всеукраїнського об'єднання «Батьківщина» | Магазин с. Пархимів, продавець                       |
| 5                                                       | Тирбу Любов Миколаївна        | 01.11.2010            | середня спеціальна | член Всеукраїнського об'єднання «Батьківщина» | тимчасово не працює                                  |
| 9                                                       | Головешко Василь Васильович   | 01.11.2010            | середня спеціальна | член Всеукраїнського об'єднання «Батьківщина» | тимчасово не працює                                  |
| 12                                                      | Подій Наталія Іванівна        | 01.11.2010            | середня            | член Всеукраїнського об'єднання «Батьківщина» | Відділення зв'язку с. Котів, завідувачка             |